# Tarasque
De tarasque is een fabeldier.

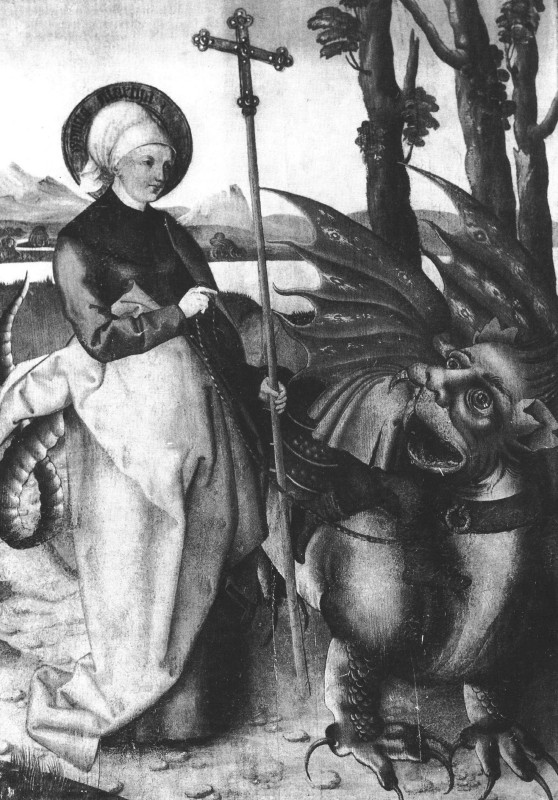
Sint Martha met een tarasque. Deze afbeelding komt van het altaar van de St. Lorenzkerk in Neurenberg, Duitsland.

Deze afzichtelijke draken zouden in het Rhônedal in Frankrijk leven. Ze zijn groter dan een os, hebben zes poten als van een beer, de kop van een leeuw en een geschubd lijf met een lange, spitse staart. Hun leerachtige rugschubben zijn bedekt met stekels.

## De tarasque in verhalen
De bekendste tarasque leefde in de Rhône bij het dorp Nerluc. Hij was berucht doordat hij schepen zou laten zinken en vervolgens de bemanning opat. Tevens doodde hij reizigers in het nabijgelegen bos.
Op een dag liep het beest het dorp binnen en sleurde dorpelingen mee. De overlevenden smeekten Sint-Martha om hulp, die hen tot het christendom had bekeerd. Daarop gingen ze in het bos op jacht naar de tarasque. Eenmaal gevonden versloegen zij hem met een opgeheven kruis en wijwater. Het beest werd hierdoor volkomen tam. 

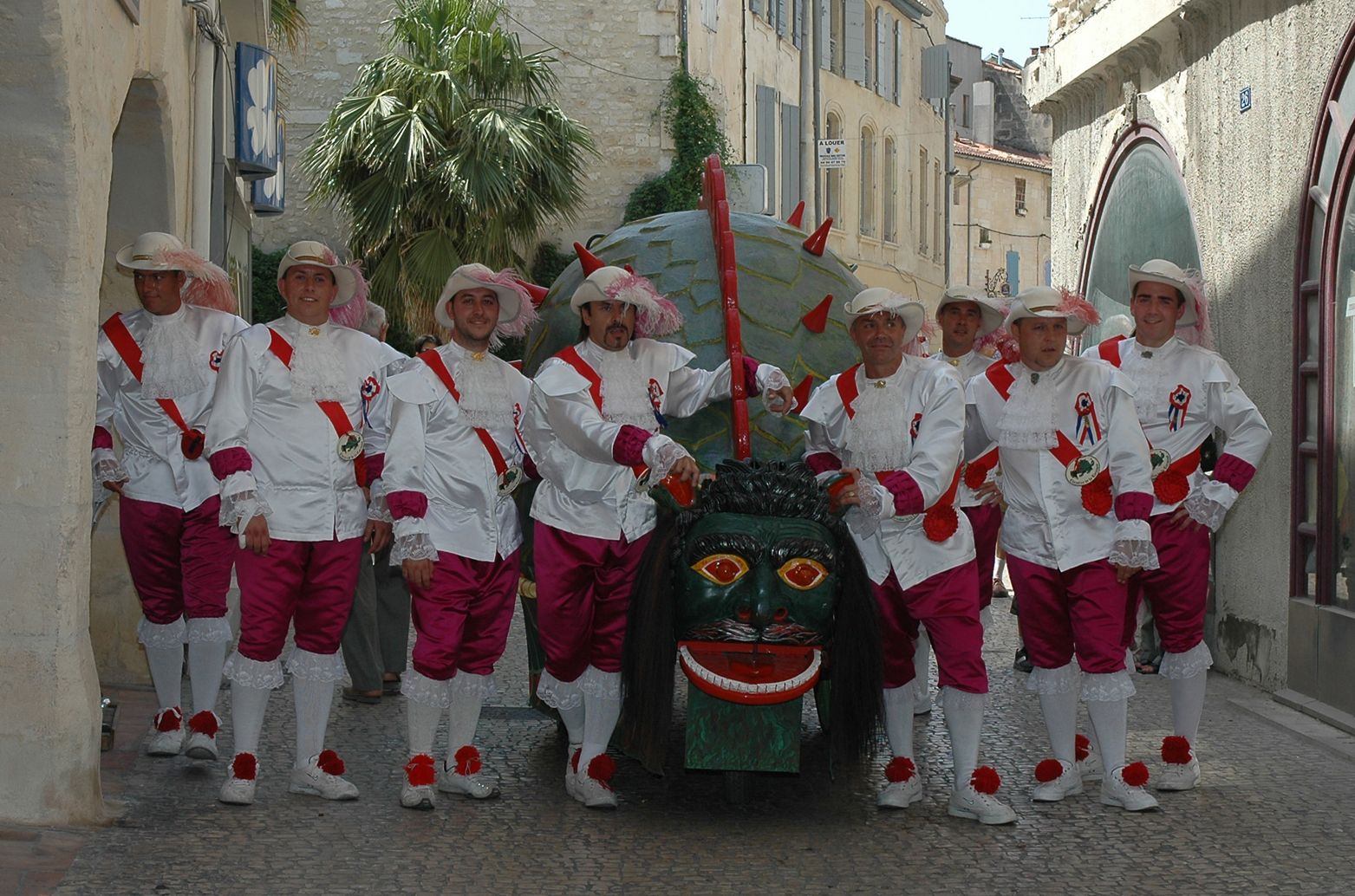
Festival in Tarasque

De dorpelingen bonden hem een riem om, brachten hem naar het dorp en doodden hem daar met stenen en speren. Ze noemden het beest tarasque en wijzigden hun dorpsnaam in Tarascon. Nu nog wordt de Tarasque bij feestelijke processies uitgebeeld in Tarascon, voortgeleid door een jonge Sint-Martha.
De Tarasque de Noves, een beeld van een mensenetend monster, dat zich bevindt in het Musée Calvet in Avignon, wordt toegeschreven aan de Cavares, een Keltisch volk in de Rhône-vallei. 
Een andere heilige, Margaretha van Antiochië, versloeg een tarasque die haar wilde verslinden. Zij moest namelijk trouwen met de heerser van Antiochië, maar weigerde. Hij liet haar martelen en in de cel gooien, om opgegeten te worden door een reusachtige tarasque. Maar ze maakte een kruisteken en loste op in het niets.
Volgens een andere versie van het verhaal werd ze heelhuids doorgeslikt door de draak en sloeg daar een kruis waardoor het beest openbarstte en ze ongedeerd weer tevoorschijn kwam.

## Afbeeldingen

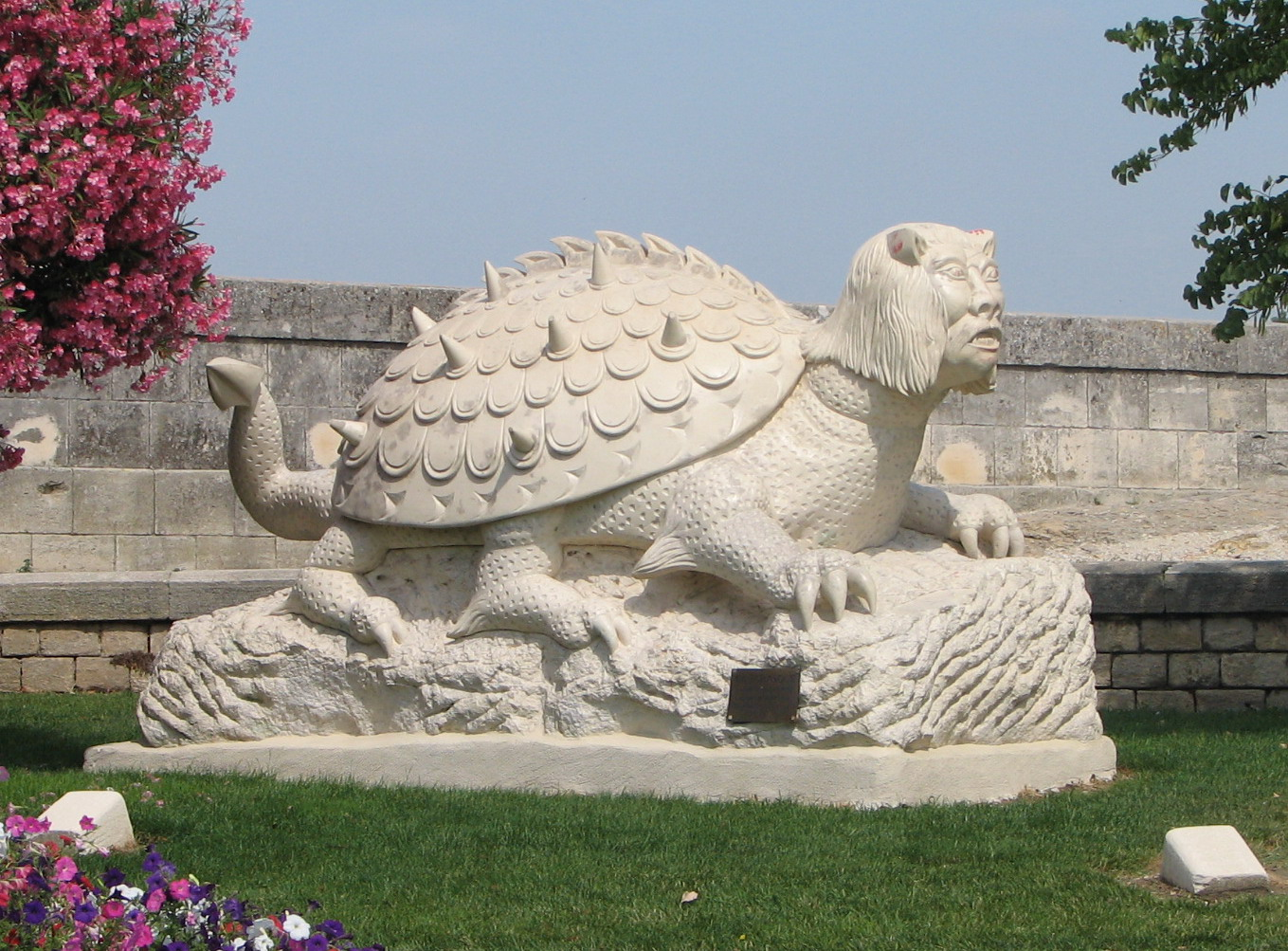
Wapen van Tarascon
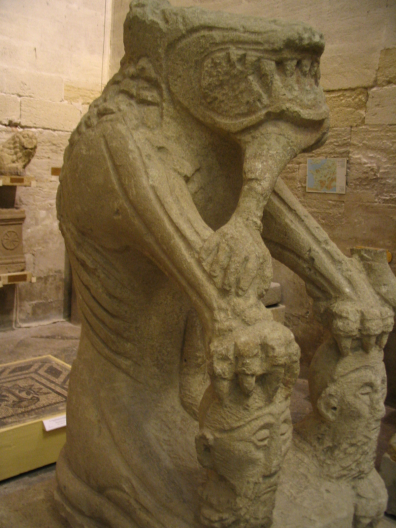
Tarasque de Noves (Avignon)